# Roure (Alpes-Maritimes)
Roure (Occitaans: Rore of Rora; Italiaans (verouderd): Rorà) is een gemeente in het Franse departement Alpes-Maritimes (regio Provence-Alpes-Côte d'Azur) en telt 195 inwoners (2004). De plaats maakt deel uit van het arrondissement Nice.

## Geografie
De oppervlakte van Roure bedraagt 36,8 km², de bevolkingsdichtheid is 5,3 inwoners per km².
De onderstaande kaart toont de ligging van Roure (Alpes-Maritimes) met de belangrijkste infrastructuur en aangrenzende gemeenten.

## Demografie
Onderstaande figuur toont het verloop van het inwonertal (bron: INSEE-tellingen).
Vanwege een beveiligingsprobleem met de MediaWiki Graph-software is het momenteel niet mogelijk deze grafiek weer te geven. Zodra de software is bijgewerkt zal de grafiek vanzelf weer zichtbaar worden.